# Aleksander Adamowicz
Aleksander Adamowicz (ur. 1902 w Święcianach, zm. po 1935) – polski polityk, rolnik, poseł na Sejm III kadencji w latach 1934–1935.
Był rolnikiem mieszkającym i pracującym w folwarku Bałtaniszki w okolicy Święcian. W wyborach w 1930 roku pełnił funkcję zastępcy listy nr 1 (BBWR) w okręgu wyborczym nr 64 obejmującym powiat Święciany. W skład Sejmu III kadencji wszedł na miejsce zmarłego w dniu 24 czerwca 1934 Witolda Kwinty. Adamowicz złożył ślubowanie poselskie 11 grudnia 1934 i pełnił swoją funkcję do końca III kadencji Sejmu.